# Purpurbrustkolibri
Der Purpurbrustkolibri (Urosticte benjamini), manchmal auch Weißspitzchen oder Weißspitzkolibri genannt, ist eine Vogelart aus der Familie der Kolibris (Trochilidae). Die Art hat ein großes Verbreitungsgebiet, das etwa 35.600 Quadratkilometer in den südamerikanischen Ländern Kolumbien, Ecuador und Peru umfasst. Der Bestand wird von der IUCN als „nicht gefährdet“ (least concern) eingeschätzt.

## Merkmale
Der männliche Purpurbrustkolibri erreicht eine Körperlänge von etwa 9 Zentimetern, während der weibliche nur etwa 7,5 Zentimeter groß wird. Der gerade schwarze Schnabel wird etwa 20 Millimeter lang. Der größte Teil des Gefieders des Männchens ist schimmernd grün. Die Kehle ist glitzernd dunkelgrün. An der Brust findet sich ein sichelförmiger violetter Fleck. Postokular (hinter den Augen) befindet sich ein markanter weißer Tupfen. Der gefächerte, schwarzbronzefarbene Schwanz hat auf den zentralen Steuerfedern weiße Sprenkel. Das Weibchen ist glänzend grün und hat postokular ebenfalls einen weißen Fleck. Die Unterseite ist weiß und mit dicken grünen Sprenkeln, besonders an der Kehle und der Brust, durchzogen. Der bronzefarbene, gefächerte Schwanz hat an den Außenfedern weiße Sprenkel.

## Habitat

Verbreitungsgebiet des Purpurbrustkolibris

Der Purpurbrustkolibri bewegt sich hauptsächlich im Inneren geschützter feuchter Waldgebiete. Dadurch ist er sehr schwer zu beobachten. Selten findet man ihn auch an Waldrändern. Manchmal sieht man ihn am blühenden Inga-Baum bzw. Guaba, einem Baum aus der Familie der Mimosengewächse. Man beobachtet ihn in Höhen zwischen 700 und 1600 Metern.
Man findet ihn an den Pazifikhängen im Westen Kolumbiens am Oberlauf des Río San Juan. Außerdem ist er im Süden und Südwesten Ecuadors in der Provinz El Oro und im Nordosten Perus präsent.

## Verhalten
Der Kolibri bezieht sein Futter von bodennahen Blüten bis unter die Baumkronen. Als Einzelgänger schwebt er zur Erkundung seiner Umgebung von Ast zu Ast oder unterhalb des Blattwerkes. Manchmal besucht er die weitverstreuten Blumen des Unterholzes. Meist sitzt er unauffällig im Inneren der Baumkrone.

## Unterarten
Früher wurden die Unterarten Urosticte benjamini benjamini (Bourcier, 1851) und Urosticte benjamini ruficrissa Lawrence, 1864 taxiert. Heute gilt der Rotsteißkolibri (Urosticte ruficrissa) als eigene Art.

## Etymologie und Forschungsgeschichte
Das Typusexemplar des Purpurbrustkolibris stammte aus der Gegend um Gualea in der Provinz Pichincha und wurde von Bourcier aus Ecuador mitgebracht. Er beschrieb die Art unter dem Namen Trochilus Benjamini. Erst Im Jahr 1853, mit der 6. Lieferung seine Kolibritafeln, wurde der Purpurbrustkolibri von John Gould der neuen Gattung Urosticte zugeordnet. Dieser Name leitet sich von den griechischen Wörtern ουρά ourá für „Schwanz“ und στικτός stiktós für „bunt gefleckt, fleckig“ ab. Der Artname benjamini ist Benjamin Leadbeater (1830–1890), dem ältesten Sohn von John Leadbeater (1804–1856) gewidmet.